# مواخط
مواخط (الاسم العلمي: Myxozoa) هي شعبة من الحيوانات تتبع قسم شعاعية التماثل.

## طوائف
- مخاطيات الأبواغ (الاسم العلمي:مخاطيات الأبواغ)
- لينات الأبواغ (الاسم العلمي:Malacosporea)